# Cząstki elementarne (film)
Cząstki elementarne (niem. Elementarteilchen, ang. Atomised / Elementary Particles) – niemiecki film fabularny z 2006 w reżyserii Oskara Roehlera, nakręcony na podstawie powieści Michela Houellebecqa.

## Obsada
- Moritz Bleibtreu – Bruno
- Christian Ulmen – Michael
- Martina Gedeck – Christiane
- Franka Potente – Annabelle
- Nina Hoss – Jane
- Uwe Ochsenknecht – ojciec Bruno
- Corinna Harfouch – dr Schäfer
- Ulrike Kriener – matka Annabelle
- Jasmin Tabatabai – joginka
- Michael Gwisdek – profesor Fleißer
- Herbert Knaup – Sollers
- Tom Schilling – młody Michael
- Nina Kronjäger – Katja
- Uwe Dag Berlin
- Hermann Beyer – ojciec Annabelle
- Simon Böer – kochanek Jane
- Tigan Ceesay – Ben
- Thomas Drechsel – młody Bruno
- Deborah Kaufmann
- Rüdiger Klink – Uwe
- Eva-Maria Kurz – Hippieweib
- Shaun Lawton
- Thorsten Merten
- Tyra Misoux – Swingerclub Girl
- Katharina Palm
- Annett Renneberg – siostra Klara
- Franziska Schlattner
- Birgit Stein – Anne
- Jennifer Ulrich – Johanna
- Jelena Weber
- Ingeborg Westphal